# Procacciatore d'affari
Il procacciatore d'affari in Italia è una figura atipica, non disciplinata da specifiche norme di legge; il procacciatore segnala clienti o favorisce la conclusione di affari, limitandosi ad esercitare l'attività in modo saltuario e occasionale.
Il procacciatore occasionale può operare, con dei limiti per rimanere nell'ambito dell'occasionalità, aprendo solo la partita iva. In Italia tale definizione trova conferma nella normativa fiscale, mentre viene considerato come un contratto innominato o contratto atipico in quanto non menzionato dal codice civile. 

## Differenze tra procacciatore d'affari e agente di commercio
A differenza dell'agente di commercio che agisce in via continuativa su specifico incarico (contratto di mandato) di "promuovere affari" e può anche agire in rappresentanza del cliente (mandante), agendo su zone determinate, il procacciatore non può operare  su mandato, ma si deve limitare a segnalare potenziali clienti, con libertà d'azione, senza continuità, né particolari vincoli. Altra differenza è che l'agente di commercio è tenuto ad iscriversi all'Enasarco, a fini previdenziali.
Inoltre mentre le segnalazioni da parte dell'agente fanno sorgere per ciò solo il diritto alla provvigione, se senza un fondato motivo il preponente non conclude l'affare, ciò può non accadere per il procacciatore, che è meno tutelato perché non esiste una specifica normativa che disciplini questa figura. 
Il procacciatore resta una figura "atipica", che opera in modo occasionale e non sistematico, senza un vero e proprio contratto, con una semplice lettera d'incarico dell'impresa che gli chiede l'opera.

## Procacciatore d'affari merceologico
I procacciatori si possono iscrivere come imprese al Registro imprese, se l'attività non presenta le caratteristiche dell'agente di commercio o del mediatore merceologico. Sono previsti vari codici Ateco, a seconda del settore di beni che il procacciatore deve trattare. Sono previsti comunque solo beni mobili o settori specifici come per  es. procacciatore di materiali per l'edilizia, ma non vi sono codici per l'attività immobiliare, intesa come intermediazione nella compravendita di immobili, che è riservata agli agenti immobiliari abilitati con specifico corso ed esame.

## Procacciatore d'affari immobiliare
La giurisprudenza della Cassazione (Sentenza Cass. Sez. Unite n.19161 del 02/08/2017) ha chiarito che in Italia non è possibile svolgere l'attività di procacciatore d'affari come procacciatore d'affari immobiliari, salvo si posseggano i requisiti (corso ed esame) previsti per l'agente immobiliare o agente d'affari in mediazione di cui alla legge n. 39/1989. come indica la Guida dei codici Ateco -attività economiche- 2007, disponibile su www.ateco.infocamere.it.